# Moreno Cicurel
Pour les articles homonymes, voir Cicurel.

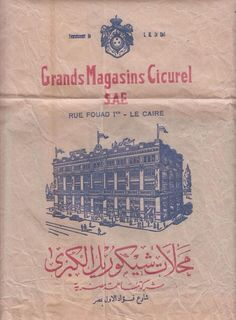
Réclame pour les Grands magasins Cicurel, Le Caire

Moreno Cicurel (en arabe : مورينيو شيكوريل ; né en 1864 à Smyrne, actuellement Izmir en Turquie) est un entrepreneur juif égyptien d'origine italienne. Il a fondé Les Grands magasins Cicurel au Caire.

## Biographie
Il émigre en Égypte avec sa femme et son jeune fils, Salomon, alors qu'il est âgé de 20 ans. Une fois arrivé en Égypte, il travaille quelque temps dans un magasin appelé Au Petit Bazar, tenu par un juif nommé Hannaux (Hannoun).
C'est en 1887 qu'il fonde le premier Les Grands magasins Cicurel, puis en 1909, aidé par ses trois fils, Salomon, Joseph et Salvatore, celui situé à côté du Palais de l'Opéra en plein cœur du Caire.
Cicurel ouvre également en 1936, une série d'autres magasins nommés Eurico (Oreco) et où les prix sont plus abordables.
En 1957, après la guerre arabo-israélienne (crise du canal de Suez), les magasins Cicurel sont vendus à un Égyptien, Hassanein Jabri.
Moreno Cicurel est le grand-père de Raymond Cicurel, musicien et philosophe.